# お宮の松 (お笑い芸人)
お宮の松（おみやのまつ、1973年6月24日 - ）は、日本の俳優、リングアナウンサー。元お笑い芸人。たけし軍団メンバー。本名は佐藤 勝（さとう まさる）。福岡県出身。福岡県立北九州高等学校卒業。身長163cm、体重68kg。血液型O型。劇団東京マハロ所属。2019年12月31日までオフィス北野に所属していた。TAP変更と共に円満退社し、フリーとなる。

## 来歴・人物
ビートたけしに弟子入りし、たけし軍団として活動。「北京ゲンジ」という漫才コンビを組んでいたが、2005年に10年間続いたコンビを解散。芸名の由来は熱海市の「お宮の松」。
テレビ東京の深夜バラエティ番組『出動!ミニスカポリス』の司会をはじめとするバラエティ番組で活動する他、師匠であるビートたけしが本名の「北野武」として監督した映画『キッズ・リターン』『HANA-BI』『座頭市』などにも出演。
たけし軍団では屈指の身体能力の高さを誇る。野球歴は長く高校時代はセンターでレギュラーだったが1年後輩の元福岡ソフトバンクホークスの柴原洋にセンターのポジションを譲りレフトにコンバートされている。2007年現在はたけし軍団野球に在籍、キャッチャーを務めたけしとバッテリーを組んでいる。テレビ朝日で毎年正月に放送していた名球会とたけし軍団の野球大会で元ロッテオリオンズの村田兆治からホームランを打ちMVPを受賞した。
格闘技にも才能を見せ、テレビ朝日『リングの魂』では芸能界の柔道王のチャンピオンに輝く。さらに格闘技の試合に選手として出場。2005年1月9日の『サムライ祭り&SAEKI祭り2』で総合格闘家の滑川康仁と10分1Rフリーノックダウン制で対戦するも9分間の死闘繰り広げ最終的にセコンド朝日昇からタオル投入してもらいTKO負けし、尾骨を骨折し全治3週間の傷を負わされる。格闘技とプロレスの専門チャンネルである『FIGHTING TV サムライ』では司会やレポーターとしていくつかの番組を担当し、格闘家との多くの交流を持っている。格闘家同士の結婚披露宴の司会なども多数にわたり行っている。
2009年3月22日、東京スポーツ新聞社主催の「第18回東京スポーツ映画大賞」において、『アキレスと亀』出演により、新人賞を受賞した。北九州市からは「特命観光大使」を委嘱されている。
また〆さばアタル、アル北郷と「トリオロス アキオ」としても活動。
近年では舞台俳優として活動の幅を広げており、多くの舞台に出演している。向田邦子賞を受賞した矢島弘一主催。劇団東京マハロの劇団にも所属し主軸として活動中。
また、現在は総合格闘技団体のRIZINやDEEPの大会でリングアナウンサーとしても活動している。
私生活は5男1女の大家族。妻は過去に不妊治療を経験している。また、長男は双子で生まれてくるはずだったがもう一人が何らかの原因で心停止してしまい子宮内胎児死亡してしまった。しかしその後の生育過程で体が一つになって長男が生まれた等過酷な経験をしている為、子供が生まれてくれる事は当たり前ではない事を知っており「生まれた子は盛大に歓迎する」と言う考えを持つ。また料理が得意で、自ら買い物にも行く。大家族で子供達の食べる量が半端ないので、食材を安く購入する事にも長けている等家庭内では良き夫で良き父親である。

## 出演番組

### バラエティ
- たけしのコマネチ大学数学科（フジテレビ）
- 平成教育委員会スペシャル（フジテレビ）
- 熱血!平成教育学院（2010年12月19日、フジテレビ） - 普段は公開収録時の前説をしているが、宇治原史規が交通機関のダイヤの乱れで出演できなくなったため急遽本篇に代役として出演した。
- 北野タレント名鑑（フジテレビ）
- 草野☆キッド（テレビ朝日）
- 朝までたけし軍団（テレビ朝日）
- ビートたけしの絶対見ちゃいけないTVシリーズ（TBS）
- PRIDE 武士道マガジン（FIGHTING TV サムライ）
- DEEP IMPACT（FIGHTING TV サムライ）
- ニュース侍（FIGHTING TV サムライ）
- PRIDE侍（FIGHTING TV サムライ）
- 格闘侍（FIGHTING TV サムライ）
- ガダルカナル・タカのこちらDERUとこ編集部（BS-i）
- 出動!ミニスカポリス（テレビ東京）
- 出動!ミニスカポリス全国版 （BSジャパン）
- スーパージョッキー（日本テレビ）
- 北野ファンクラブ（フジテレビ）
- 大笑点（日本テレビ）
- リングの魂（テレビ朝日系）
- 第20回ビートたけしのお笑いウルトラクイズ（日本テレビ）
- 炎の体育会TV（TBS）
- ボキャブラ天国（フジテレビ）
- 内村プロデュース（テレビ朝日）
- あらびき団（TBS） - 同じ軍団の赤P-MAN、ルビー浅丘モレロ(現:やくみつゆ)と共に出演。『ガムテープレスリング』の選手として。
- 櫻井有吉アブナイ夜会（TBS）
- 鶴瓶のうるさすぎる新年会（フジテレビ） - あらびき団に出演した際にやったネタを披露。
- 人生が変わる1分間の深イイ話（日本テレビ）
- ミリオンチャンス〜いきなり家族に100万円渡したらどーなる?〜（TBS）
- みひリナのヨンイチ（テレビ埼玉→TOKYOMX→WEB配信） - みひリナ水泳大会やその後の遊園地ロケの司会を担当。そのほかみひリナ新年会に乱入したり、MX時代未公開企画など定期的に出演していた。
- オールスター後夜祭（2019年4月7日[1]、TBS）
- ヒロミ☆あさこの大家族にバカ売れグッズ贈ったらメチャメチャ喜びましたSP（2019年7月13日・11月16日・2020年7月18日・11月14日、日本テレビ） - 家族での出演
- みひろのギリコン（2020年10月29日 - 、刺激ストロングチャンネル） - MC

### テレビドラマ
- 史上最悪のデート（2000年） - 不良C 役
- こちら本池上署（2005年） - 能代直也 役
- 点と線（テレビ朝日）
- 黒の女教師 第5話（TBS）
- 月曜ゴールデン「西村京太郎サスペンス 十津川警部シリーズ48 江ノ電に消えた女」（2012年10月22日、TBS） - かまくらFMのディレクター 役
- 天国の恋 第41話・第42話（東海テレビ・フジテレビ）
- 松本清張ドラマスペシャル・死の発送（フジテレビ）
- 匿名探偵 第2期（テレビ朝日）
- ビンタ!〜弁護士事務員ミノワが愛で解決します〜 第11話（読売テレビ・日本テレビ）
- 警部補・杉山真太郎〜吉祥寺署事件ファイル 第3話（TBS）
- 動物戦隊ジュウオウジャー 第17話（テレビ朝日）
- 残酷な観客達 第5話（2017年6月15日、日本テレビ） - テニス部顧問 役
- ドラマ特別企画 駐在刑事スペシャル（2017年10月13日、テレビ東京） - 清宮秋彦 役
- 駐在刑事（2018年10月19日 - 12月7日） - 沢井啓太郎 役
  - 駐在刑事 Season2（2020年1月24日 - 3月6日）
  - 駐在刑事SP2021（2021年5月24日）
  - 駐在刑事SP2023（2023年9月25日）[2]
- 特捜9 season7 第3話（2024年4月17日、テレビ朝日） - 漁協職員 役

### Vシネマ
- 日本統一外伝 川谷雄一（2019年） - マサチカ

### 舞台
- 『BANANA FISH』（2012年10月）
- 『夕凪の街 桜の国』ストレイドッグ本公演（2019年8月）
- 『悲しき天使』ストレイドッグ本公演（2019年12月）
- 『○○ちゃんが好きなのよ』劇団東京マハロ本公演（2020年9月）
- 『分際』グッドディスタンス本多劇場公演（2020年9月）
- 『幸せになるために』ストレイドッグ本公演（2020年10月）
- 本多劇場主催グッドディスタンス 風吹く街の短篇集 劇団東京マハロ『分際』（2020年10月）
- 『○○ちゃんが好きなのよ』［脚演］矢島弘一（2020年9月）
- 40周年記念作品『銀河鉄道999』さよならメーテル〜僕の永遠〜-車掌 役［明治座］（2019年4月）
- 「明日、泣けない女／昨日、甘えた男」［東京芸術劇場］（2018年1月）
- 40周年記念作品作品『銀河鉄道999』〜GALAXY　OPERA〜-車掌 役［明治座＝2018年6月/北九州芸術劇場＝7月/大阪・梅田芸術劇場＝7月
- 朗読劇『黄昏流星群』 ［博品館劇場］原作：弘兼憲史（2016年4月）
- 『Re:verse（リバース）～あの瞬間（とき）に戻れたら～』※脚演＝坂上忍［本多劇場］2014年4月
- 『お～い！竜馬』青春篇　原作・武田鉄矢　作画脚本構成・小山ゆう（2006年8月）
- RISU PRODUCE vol.28『笑いの神様へ』 作・演出・松本匠 [赤坂RED/THEATER]（2023年11月公演予定）[3]
- "STRAYDOG" 30th Anniversary Produce『嫌われ松子の一生』 原作・山田宗樹、脚本・演出・森岡利行 [シアターグリーン BIG TREE THEATER]（2023年11月 - 12月）[4]
- 朗読劇『星の王子さま』脚本：伊織夏生、演出：岸祐二 [博品館劇場]（2025年1月）[5]

### ラジオ
- 爆笑問題の日曜サンデー（TBSラジオ）